# Diáspora somalí

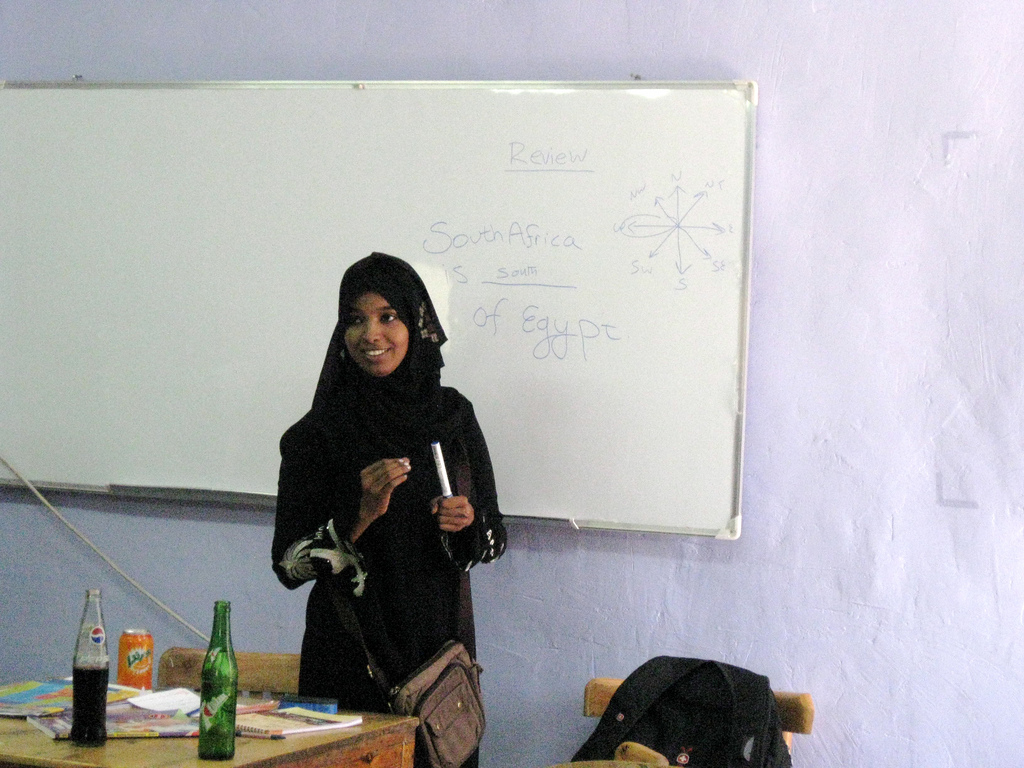
Una estudiante de instituto en El Cairo, Egipto.

El término diáspora somalí se refiere a los somalíes expatriados que residen en áreas que no han sido habitadas tradicionalmente por este grupo étnico. La guerra civil en Somalia ha incrementado el número de expatriados somalíes, ya que muchos somalíes han salido de la Gran Somalia a Oriente Medio, Europa y Norteamérica.

## África
Más allá de sus áreas tradicionales en la Gran Somalia (Somalia, Yibuti, la región de Ogaden en Etiopía y la Provincia Noreste de Kenia). También hay una comunidad somalí formada por empresarios, académicos y estudiantes en Egipto.
Además, también existe una comunidad histórica en Sudán. Concentrada principalmente en el norte y en Jartún, la comunidad de expatriados está formada por estudiantes y empresarios. Recientemente, emprendendores somalíes se han establecido en Sudáfrica, donde proporcionan la mayor parte del comercio al por menor en asentamientos informales alrededor de la provincia del Cabo Occidental.